# エド・パーカー
エドモンド・ケアロハ・“エド”・パーカー（Edmund Kealoha "Ed" Parker、1931年3月19日 - 1990年12月15日）は、アメリカ合衆国の武術家。アメリカン・ケンポー（ケンポー・カラテ）の創始者。戦後アメリカで最も成功した武術家の一人である。

## 概要
エド・パーカーは、1931年、ハワイ州ホノルルに生まれた。12歳の時にまず柔道を、後にボクシングを習った。1940年代、最初フランク・チョウに、後にウィリアム・チョウに師事して、ケンポー（空手、中国武術、日本武術などを起源とするハワイの格闘技。日本語の拳法が語源。）を修めた。その間、アメリカ沿岸警備隊で働き、ブリガムヤング大学に通った。1953年、黒帯を取得した。
1954年、ユタ州プロボに最初の道場を開設。その後1956年までに、カリフォルニア州パサデナにも道場を開いた。パーカーは、商業センスに優れ、多くの武術家と交流をもち、彼らが自分たちの道場を開設できるように手助けした。1960年、著書『ケンポー・カラテ（Kenpo Karate）』を出版した。
パーカーは、ハリウッドにも多くの知己をもち、エルヴィス・プレスリー（黒帯取得）をはじめ、多数の著名人やスタントマンを弟子にもった。また、デビュー前のブルース・リーもパーカーの招きで「ロングビーチ国際空手選手権大会」に出演し、この時の演武フィルムがTVプロデューサーの目にとまり、その後のデビューのきっかけになった。
プレスリーの晩年には、ボディガードをつとめ、いくつかの映画にスタントマン並びに俳優としても出演している。パーカーはアメリカン・ケンポーの創始者であり、しばしば「アメリカン・カラテの父」と称されるなど、戦後アメリカで最も成功した武術家の一人と目されている。1990年、ホノルルで心臓病のために死去した。
直木賞作家の胡桃沢耕史は日本に中国拳法を紹介したパイオニアである松田隆智との対談の中で、ロサンゼルスの空手ショーの演出をした際にマフィアに監禁され、いわゆるみかじめ料を売り上げから払う事を約束する事で解放されたという話を披露した。それを聞いて松田は西海岸にはエドパーカーという顔役がいるはずだがと聞くと、胡桃沢は自分を監禁したのは通訳の話ではハワイ系だと聞いたと言った。続いてその顔役はハワイで殺人を犯してマフィアに身柄を買われて本土に連れてこられた男だと聞いたという話を披露した。
エド・パーカーの弟子には、他にジェフ・スピークマン、ダン・イノサント、アル＆ジム・トレイシー兄弟（トレイシー・ケンポー創始者）などがいる。